# Istituzione Saint-Michel

L’Istituzione Saint-Michel (in francese: Institution Saint-Michel) è una scuola cattolica francese con sede a Solesmes, un comune francese situato nel dipartimento del Nord nella regione dell'Alta Francia. È stata fondata nel 1924 come derivazione dell'arcidiocesi costituita nel 580 e la sua architettura è nota per essere tipica della regione. È collegata al distretto educativo Cambrai - Le Cateau-Cambrésis, l'arcidiocesi di Cambrai (in latino: Archidioecesis Cameracensis), una sede suffraganea della Chiesa cattolica in Francia dell'arcidiocesi di Lilla ed è ora contrattualmente regolata dall'Accademia di Lilla, una emanazione del Ministero dell'educazione nazionale e della gioventù (in francese: Ministère de l'Education nationale et de la Jeunesse). A settembre 2019, i secolari edifici castellani hanno accolto più di un migliaio di studenti provenienti da quasi un centinaio di comuni in un raggio che si estende per venti chilometri.

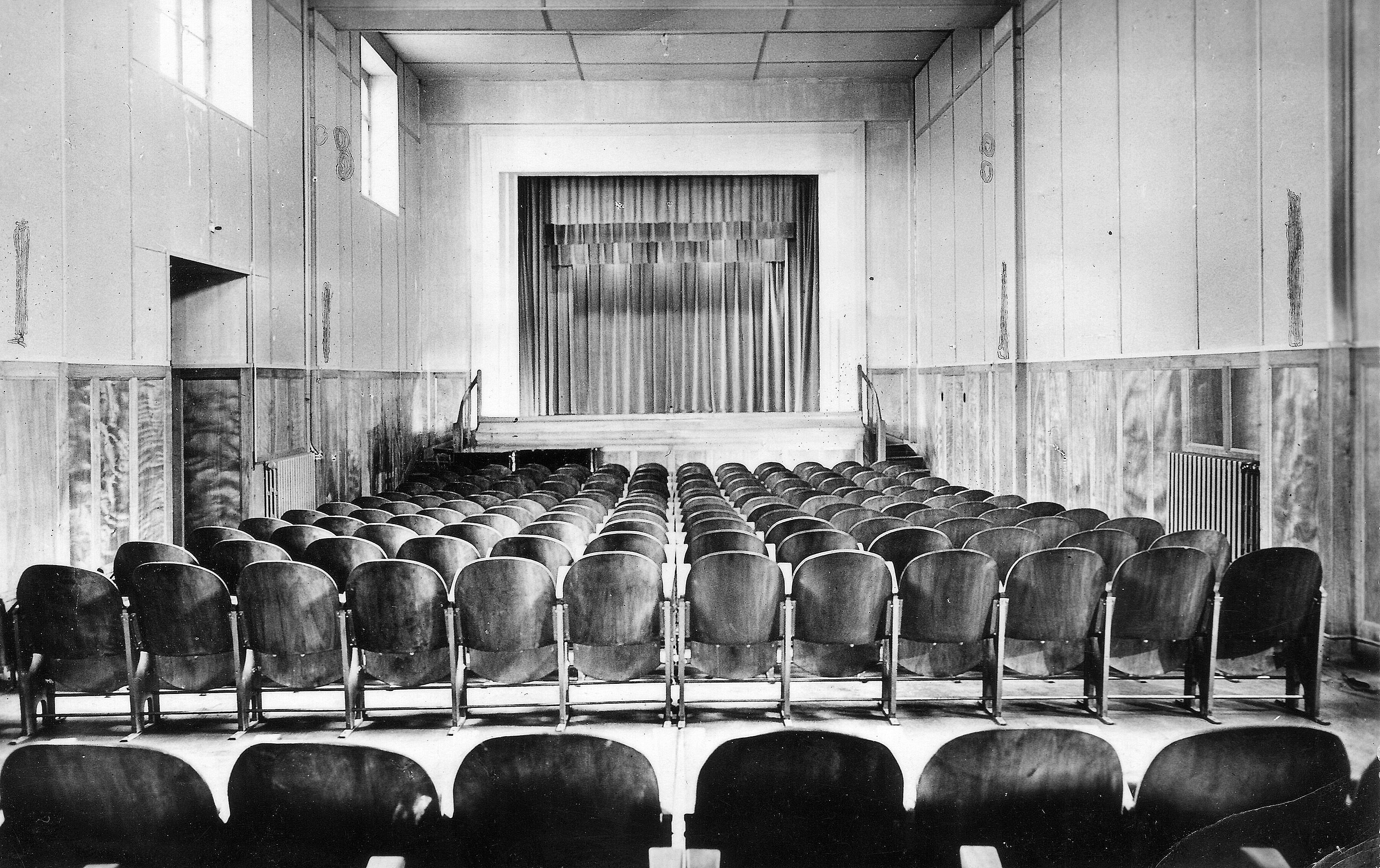
1927 Teatro.
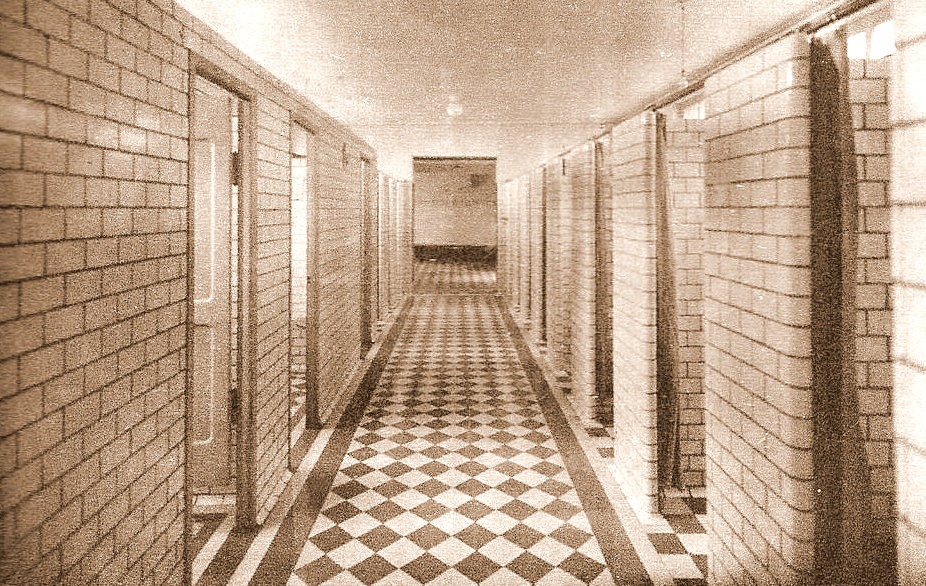
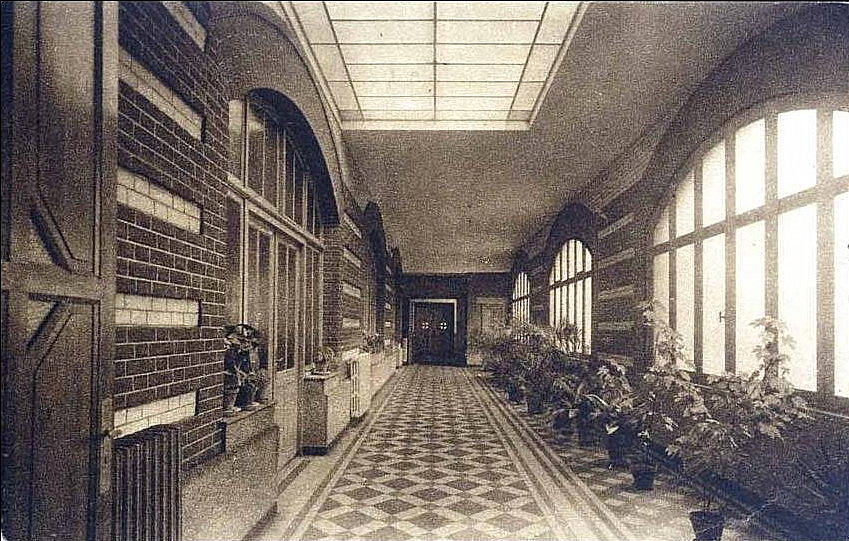
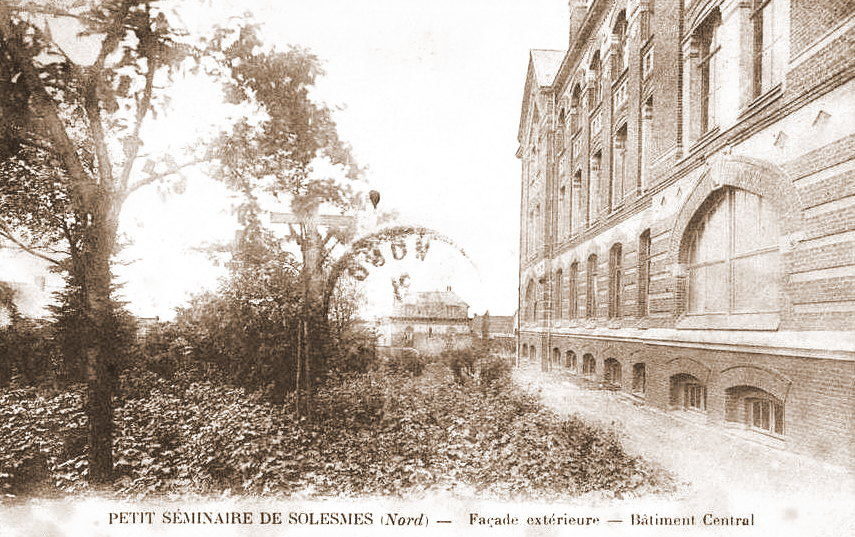